# Сали Хепуърт
Сали Хепуърт (на английски: Sally Hepworth) е австралийска писателка на произведения в жанра трилър, чиклит и социална драма.

## Биография и творчество
Сали Хепуърт е родена през 1980 г. в Мелбърн, Австралия. Следва специалност по изкуства в университета „Монаш“ в Мелбърн. След дипломирането си работи като организатор на събития и специалист по човешки ресурси. Живее на различни места по света, прекарвайки продължителни периоди в Сингапур, Великобритания и Канада.
Докато е в отпуск по майчинство с първото си дете, пише първият си роман. Романът ѝ „Любов като французите“ (Love Like the French) е публикуван в Германия през 2014 г. Той е история за британка, която отива във Франция след инцидент, оставящ съпруга ѝ в кома, като там се опитва да научи как французите виждат и живеят живота си.
Вторият си роман, „Тайните на акушерките“ (The Secrets of Midwives), пише докато е бременна с второто си дете и е почерпен от собствения ѝ опит и проучвания. Той е издаден през 2015 г. и е сага за три поколения акушерки.
С романа си „Съседското семейство“ (The Family Next Door) от 2018 г. се насочва към жанра на семейния трилър. В романа си „Свекървата“ от 2019 г. представя историята на Луси и Даяна, снаха и свекърва, чиито отношения стават взривоопасни, а един ден внезапно откриват Даяна мъртва. До нея има прощално предсмъртно писмо, но написаното в него не се потвърждава от аутопсията, а следите водят към убийство и тъмни семейни тайни. Романът е предвиден за екранизация. Следващият ѝ трилър от 2021 г., „Добрата сестра“ (The Good Sister), печели австралийската награда „Дейвит“ за криминална литература.
Произведенията на писателката попадат в списъците на бестселърите и са преведени на 20 езика по света.
Сали Хепуърт живее със семейството си в Мелбърн.

## Произведения
Самостоятелни романи
- Love Like the French (2014)[1][2]
- The Secrets of Midwives (2015)[3]
- The Things We Keep (2016)
- The Mother's Promise (2017)
- The Family Next Door (2018)
- The Mother-in-Law (2019)
Свекървата, изд.: ИК „Бард“, София (2021), прев. Ивайла Божанова
- The Good Sister (2021) – награда „Дейвит“
- The Younger Wife (2022)
- The Soulmate (2023)

### Серия „Колекция за бягство“ (Getaway)
- Uncharted Waters (2022)

от серията има още 5 романа от различни автори

### Екранизации
- ?? The Mother-in-Law